# Kryterium Asów Polskich Lig Żużlowych im. Mieczysława Połukarda 2001
Kryterium Asów Polskich Lig Żużlowych im. Mieczysława Połukarda 2001 – 20. edycja turnieju żużlowego poświęconego pamięci polskiego żużlowca, Mieczysława Połukarda odbył się 31 marca 2001. Zwyciężył Tomasz Gollob.

## Wyniki
- 31 marca 2001 (sobota), Stadion Polonii Bydgoszcz
- NCD: Tomasz Gollob – 63,29 w wyścigu 5
- Sędzia: Ryszard Bryła

| Msc. | Zawodnik                 | Klub         | Pkt |               |  |
| ---- | ------------------------ | ------------ | --- | ------------- |  |
| 1    | (1) Tomasz Gollob        | Bydgoszcz    | 15  | (3,3,3,3,3)   |  |
| 2    | (5) Piotr Protasiewicz   | Bydgoszcz    | 14  | (3,2,3,3,3)   |  |
| 3    | (13) Krzysztof Cegielski | Gdańsk       | 13  | (3,1,3,3,3)   |  |
| 4    | (2) Robert Sawina        | Wrocław      | 10  | (1,2,2,2,3)   |  |
| 5    | (6) Mirosław Kowalik     | Toruń        | 8   | (2,3,2,1,0)   |  |
| 6    | (15) Andrzej Huszcza     | Zielona Góra | 8   | (2,1,1,3,1)   |  |
| 7    | (4) Sebastian Ułamek     | Wrocław      | 8   | (2,0,2,2,2)   |  |
| 8    | (11) Jacek Gollob        | Piła         | 7   | (3,3,1,0,0)   |  |
| 9    | (8) Grzegorz Walasek     | Częstochowa  | 7   | (0,2,2,1,2)   |  |
| 10   | (16) Michał Robacki      | Bydgoszcz    | 6   | (d,3,0,2,1)   |  |
| 11   | (14) Przemysław Tajchert | Bydgoszcz    | 6   | (1,u,3,1,1)   |  |
| 12   | (12) Wiesław Jaguś       | Toruń        | 6   | (1,1,d,2,2)   |  |
| 13   | (7) Roman Jankowski      | Leszno       | 4   | (1,2,1,0,0)   |  |
| 14   | (10) Sławomir Drabik     | Piła         | 4   | (2,1,0,1,0)   |  |
| 15   | (9) Rafał Okoniewski     | Gorzów Wlkp. | 3   | (0,0,1,0,2)   |  |
| 16   | (3) Robert Dados         | Wrocław      | 1   | (d,uns,d,0,1) |  |
|      | rez. Łukasz Stanisławski | Bydgoszcz    |     | (ns)          |  |
|      | rez. Grzegorz Musiał     | Bydgoszcz    |     | (ns)          |  |

Bieg po biegu
1. [63,72] T. Gollob, Ułamek, Sawina, Dados
2. [64,60] Protasiewicz, Kowalik, Jankowski, Walasek
3. [63,97] J. Gollob, Drabik, Jaguś, Okoniewski
4. [64,37] Cegielski, Huszcza, Tajchert, Robacki
5. [63,29] T. Gollob, Protasiewicz, Cegielski, Okoniewski
6. [64,15] Kowalik, Sawina, Drabik, Tajchert
7. [65,35] J. Gollob, Jankowski, Huszcza, Dados
8. [64,72] Robacki, Walasek, Jaguś, Ułamek
9. [64,15] T. Gollob, Kowalik, J. Gollob, Robacki
10. [64,35] Protasiewicz, Sawina, Huszcza, Jaguś
11. [66,13] Tajchert, Walasek, Okoniewski, Dados
12. [63,78] Cegielski, Ułamek, Jankowski, Drabik
13. [64,72] T. Gollob, Jaguś, Tajchert, Jankowski
14. [64,57] Cegielski, Sawina, Walasek, J. Gollob
15. [64,78] Protasiewicz, Robacki, Drabik, Dados
16. [65,24] Huszcza, Ułamek, Kowalik, Okoniewski
17. [65,50] T. Gollob, Walasek, Huszcza, Drabik
18. [65,36] Sawina, Okoniewski, Robacki, Jankowski
19. [65,45] Cegielski, Jaguś, Dados, Kowalik
20. [64,25] Protasiewicz, Ułamek, Tajchert, J. Gollob